# خلايا كورلوف
توصف خلايا كورلوف على أنها خلايا أحادية النواة في الدم المحيطي وأعضاء أخرى في خنزير غينيا، وكابيبارا، وباكا، وأغوتي وكافي. تحتوي خلية كورلوف على مشتملات (أو أجسام ضمنية) مميزة تحتوي على البروتيوغليكان. في خنزير غينيا، تكون خلايا كورلوف أكثر عددًا في الأنثى البالغة منها في الذكر البالغ. يوجد زيادة ملحوظة في عدد خلايا كورلوف المنتشرة في الدم المحيطي أثناء الحمل وبعد العلاج بالإستروجين في ذكور وإناث الحيوانات. يوجد عدد أقل نسبيًا من الخلايا في الحيوانات غير الناضجة وغير الحوامل وغير المعالجة بالإستروجين. ما تزال الوظيفة الدقيقة لخلايا كورلوف غير معروفة، ولكنها تتميز ببعض خصائص كل من الخلايا الوحيدة والخلايا الليمفاوية. في خنازير غينيا، اقترح العلماء أن خلايا كورلوف تشارك بشكل أساسي في وظيفة الجهاز المناعي، مثل العمل كخلية قاتلة طبيعية ومنع تلف الأرومة الغاذية بواسطة الخلايا الدفاعية للأم. أيضًا، تقدم خلايا كورلوف نشاطًا سامًا للخلايا يعتمد على الأجسام المضادة في المختبر.

## البنية
عُرفت بنية خلية كورلوف باستخدام الفحص المجهري الضوئي وملون حمض شيف الدوري. خلية كورلوف لها شكل بيضي ويختلف محور الخلية من 8 إلى 12 ميكرومتر في الطول و10-25 ميكرومتر في القطر. أجسام التضمين (المشتملات) مستديرة الشكل وقطرها 1-8 ميكرومتر، وتملأ معظم سيتوبلازم الخلية، وتشبه تلك الموجودة في الخلايا الليمفاوية. نواة خلية كورلوف منجلية الشكل، وتدفعها المشتملات نحو محيط الخلية.
في الغدة الصعترية والطحال، تصنف خلايا كورلوف اعتمادًا على حجم وعدد الأجسام المتضمنة داخل الخلايا. توجد الخلايا ذات المشتملات الصغيرة ومتوسطة الحجم عندما تكون كثافة الخلايا الصعترية منخفضة. من ناحية أخرى، لوحظت الخلايا ذات المشتملات الكبيرة لأول مرة بين الخلايا منخفضة الكثافة. بمرور الوقت، لوحظ وجودها حيث تكون كثافة الخلايا التوتية عالية.

## انتشارها في الأنسجة
في ذكور وإناث خنازير غينيا الحامل والمعالجة بالإستروجين، توجد تكتلات من خلايا كورلوف تحتوي على أجسام متضمنة بأحجام مختلفة بأعداد كبيرة في الأنسجة اللحمية للغدة الصعترية ونخاع العظام والحبال اللبية في الطحال. في الغدة الصعترية، تُشاهد أحيانًا كتل من خلايا كورلوف عند تقاطع القشرة النخاعية، وتُشاهد خلايا مفردة متناثرة في القشرة، وتُشاهد العديد من خلايا كورلوف في الأوعية اللمفاوية والأوردة. في الطحال، لا توجد خلايا كورلوف في الأنسجة اللمفاوية للب الأبيض، بينما توجد أعداد كبيرة في اللب الأحمر. في نخاع العظم الفقري، تُرى خلايا كورلوف مبعثرة كخلايا مفردة وفي كتل في نمط عشوائي بين الخلايا المكونة للدم في السدى. إضافة لذلك، تحتوي الأوردة والأوعية اللمفاوية لهذه الأنسجة على عدد كبير جدًا من خلايا كورلوف نسبةً إلى الأعداد الموجودة في إمداد الدم الشرياني. اقترح العلماء أن خلايا كورلوف تُنتج في هذه المواقع بالأصل. لوحظ وجود كمية صغيرة من خلايا كورلوف داخل العقد الليمفاوية، وتلك الموجودة في الجيوب والأوعية الدموية. أثناء الحمل وبعد العلاج، انتشر عدد كبير من خلايا كورلوف في الدم.